# Weekend of a Champion
Pour les articles homonymes, voir Week-end (homonymie) et Champion (homonymie).
Pour plus de détails, voir Fiche technique et Distribution.
Weekend of a Champion est un film documentaire britannique réalisé par Roman Polanski et Frank Simon en 1971, et sorti en 1972. Il est présenté cette année-là à la Berlinale, où il remporte le prix du meilleur documentaire. Polanski se glisse dans l'intimité de son ami, le pilote de Formule 1 britannique Jackie Stewart, le suivant pas à pas lors des trois journées du Grand Prix de Monaco 1971. Stewart gagne ce Grand Prix devant les caméras du film, l'année où il devient champion du monde pour la deuxième fois. 
Le film a été projeté dans une nouvelle version en 2013 au Festival de Cannes en présence du réalisateur et de son principal interprète.

## Synopsis
Le cinéaste Roman Polanski, passionné de sport automobile, s'est lié d'amitié avec le pilote automobile écossais Jackie Stewart, champion du monde de Formule 1 en 1969 et en route pour son second titre. Il obtient l'autorisation de suivre le champion pendant un week-end de Grand Prix. Lors du Grand Prix de Monaco 1971, que Stewart va d'ailleurs remporter, la caméra du cinéaste se glisse dans l'intimité du champion alors au faîte de sa gloire, tant sur le circuit qu'en dehors, aux côtés de son épouse Helen.

## 40 ans après
Une nouvelle version ressort en 2013 et est présentée cette année-là au Festival de Cannes. Comme expliqué par Polanski dans les bonus du DVD, le film documentaire a été élagué d'une dizaine de minutes pour une question de rythme (le documentaire original de 1971 durait 80 minutes), et augmenté d'un passage final où Polanski et Stewart discutent quarante ans plus tard, évoquant une époque où le triple champion du monde de Formule 1 a vu la plupart de ses amis pilotes perdre la vie en course. Jackie Stewart y fait le constat qu'à l'époque du tournage, il y avait deux « chances » sur trois pour un pilote de Formule 1 de mourir en course.

## Distribution
- Jackie Stewart : lui-même
- Roman Polanski : lui-même
- Helen Stewart : elle-même

### Pilotes non crédités
- François Cevert
- Graham Hill
- Stirling Moss
- Pedro Rodriguez
- Henri Pescarolo
- Jo Siffert
- Juan Manuel Fangio
- Louis Chiron, directeur de course
- Denny Hulme
- Ronnie Peterson
- Reine Wisell
- Ken Tyrrell

### Personnalités non créditées
- Joan Collins
- Ringo Starr
- Nina Rindt, veuve de Jochen Rindt
- Princesse Grace  de Monaco

## Récompenses et distinctions

### Récompenses
- Berlinale 1972 : mention spéciale du meilleur documentaire[1]

### Nominations
- Festival de Cannes 2013 : sélection hors compétition « Séances spéciales »[2]